# تحصیل لالیان
تحصیل لالیان (به انگلیسی: Lalian Tehsil) یک تحصیل در پاکستان است که در چنیوت، پاکستان واقع شده‌است. تحصیل لالیان ۱٬۵۰٬۰۰۰ نفر جمعیت دارد.